# Штраус, Уго
Уго Штраус (нем. Hugo Strauß, 25 июня 1907, Мангейм, Великое герцогство Баден — 1 ноября 1941, Свердловская область) — немецкий гребец, чемпион летних Олимпийских игр 1936 года в двойках распашных без рулевого вместе с Вилли Айххорном.

## Биография
Вместе с Вилли Айххорном стал чемпионом Германии в 1935 году, а на домашней Олимпиаде 1936 года с ним же — олимпийским чемпионом (с результатом 8:16,1). В 1938 году вместе с партнером стали вторыми в чемпионате Германии.
Уго был основателем гребного клуба «Маннхаймер РК» при котором действовал каток. Именно это стало толчком для основания ХК «Маннхаймер».
Во время Второй мировой войны служил в штандарте (полка) СС «Тюрингия». Погиб на Восточном фронте.